# HD 61772
HD 61772 är en ensam stjärna belägen i den norra delen av stjärnbilden Akterskeppet, som också har Flamsteed-beteckningen 140 Puppis. Den har en skenbar magnitud av ca 4,98 och är svagt synlig för blotta ögat där ljusföroreningar ej förekommer. Baserat på parallaxmätning inom Hipparcosuppdraget på ca 4,7 mas, beräknas den befinna sig på ett avstånd på ca 700 ljusår (ca 210 parsek) från solen. Den rör sig bort från solen med en heliocentrisk radialhastighet på ca 0,1 km/s.

## Egenskaper
HD 61772 är en orange till gul ljusstark jättestjärna  av spektralklass K3 II. Den har ca 1 270 gånger solens utstrålning av energi från dess fotosfär vid en effektiv temperatur av ca 4 000 K.